# Ophiura crassa
Ophiura crassa är en ormstjärneart som beskrevs av Ole Theodor Jensen Mortensen 1936. Ophiura crassa ingår i släktet Ophiura och familjen fransormstjärnor. Inga underarter finns listade i Catalogue of Life.